# Arua
Arua er en by i den nordvestlige del af Uganda, med et indbyggertal (pr. 2005) på cirka 55.000. Byen er hovedstad i et distrikt af samme navn, og er hjemsted for en stor flygtningelejr, hovedsageligt brugt af congolesere og sudanere.
3°1′N 30°55′Ø / 3.017°N 30.917°Ø